# ریپی اولونیساو
ریپی اولونیساو (انگلیسی: Reapi Ulunisau؛ زادهٔ ۲ نوامبر ۱۹۹۴)) بازیکن راگبی ۷ نفره زن اهل فیجی است.

وی در مسابقات کشوری و بین‌المللی در مجموع برندهٔ ۱ مدال برنز شده‌است.